# Onzième district congressionnel de Floride
Le 11e district congressionnel de Floride est  est un district de l'État américain de Floride. Il comprend le comté de Sumter, qui abrite les villages, et certaines parties des comtés de Lake, Orange et Polk. Lors du cycle de redécoupage de 2020, le district a été déplacé hors de ses comtés côtiers et vers la banlieue ouest d'Orlando.
De 1993 à 2013, l'ancien 11e district englobait la majeure partie de la ville de Tampa et ses banlieues ainsi que le littoral du sud-est du comté de Hillsborough. Il comprenait également deux zones situées dans d'autres comtés : les quartiers urbains du sud de Saint-Pétersbourg dans le comté de Pinellas et les quartiers de Bradenton et ses environs dans le comté de Manatee. La majeure partie de ce district constitue désormais le 14e arrondissement, tandis que l'actuel 11e est le successeur de l'ancien 5e district.
De 2013 à 2017 ainsi que sa prochaine itération de 2017 à 2023, le district comprenait le comté de Sumter, Citrus, Hernando et le centre de Marion, ainsi que le nord du comté de Lake. Il comprenait également le sud d'Ocala, Bushnell et Spring Hill. The Villages, une grande communauté de retraités et de golfeurs pour personnes âgées, est située dans ce district, aidant les candidats républicains du district et de tout l'État.
Depuis le redécoupage pour les élections de 2022, le district comprend Bay Lake, qui abrite les quatre parcs à thème de Walt Disney World.
Le district est actuellement représenté par le républicain Daniel Webster.

## Géographie
| #   | Comté  | Siège    | Population |
| --- | ------ | -------- | ---------- |
| 69  | Lake   | Tavares  | 424 462    |
| 95  | Orange | Orlando  | 1 471 416  |
| 105 | Polk   | Bartow   | 818 330    |
| 119 | Sumter | Bushnell | 151 565    |

### Villes de 10 000 personnes ou plus
- The Villages – 79 077
- Pine Hills – 66 111
- Horizon West – 58 101
- Four Corners – 56 381
- Apopka – 54 873
- Ocoee – 47 295
- Winter Garden – 46 964
- Clermont – 43 021
- Leesburg – 27 000
- Tavares – 19 003
- Lake Butler – 18 851
- Groveland – 18 505
- Wildwood – 15 730
- Minneola – 13 843
- Doctor Phillips – 12 328

### Villes de 2 500 à 10 000 personnes
- Fruitland Park – 8 325
- South Apopka – 6 803
- Mascotte – 6 609
- Bay Hill – 5 021
- Mount Plymouth – 4 417
- Lake Panasoffkee – 4 072
- Oakland – 3 516
- Clarcona – 3 283
- Tangerine – 3 237
- Bushnell – 3 047
- Windermere – 3 030
- Zellwood – 2 758
- Polk City – 2 713

## Historique de vote
| Années | Poste     | Résultats              |
| ------ | --------- | ---------------------- |
| 2000   | Président | Gore 61,0 % – 39,0%    |
| 2004   | Président | Kerry 58,0% – 41,0 %   |
| 2008   | Président | Obama 66,0 % – 33,0 %  |
| 2012   | Président | Romney 70,0 % – 29,0 % |
| 2016   | Président | Trump 67,0 % – 29,0 %  |
| 2020   | Président | Trump 65,0% – 33,0 %   |

## Liste des Représentants du district
| Membre                            | Parti       | Années                          | Congrès     | Histoire électorale |
| --------------------------------- | ----------- | ------------------------------- | ----------- | --- |
| District établi le 3 janvier 1963 |             |                                 |             | |
| Edward Gurney                     | Républicain | 3 janvier 1963 - 3 janvier 1967 | 88e , 89e   | Élu en 1962. Réélu en 1964. Redécoupage vers le 5e district.                                                                                            |
| Claude Pepper (en)                | Démocrate   | 3 janvier 1967 - 3 janvier 1973 | 90e - 92e   | Redécoupage depuis le 3e district et réélu en 1966. Réélu en 1968. Réélu en 1970. Redécoupage vers le 14e district.                                     |
| Paul Rogers (en)                  | Démocrate   | 3 janvier 1973 - 3 janvier 1979 | 93e - 95e   | Redécoupage depuis le 9e district et réélu en 1972. Réélu en 1974. Réélu en 1976. Retrait.                                                              |
| Dan Mica (en)                     | Démocrate   | 3 janvier 1979 - 3 janvier 1983 | 96e , 97e   | Élu en 1978. Réélu en 1980. Redécoupage vers le 14e district.                                                                                           |
| Bill Nelson                       | Démocrate   | 3 janvier 1983 - 3 janvier 1991 | 98e - 101e  | Redécoupage depuis le 9e district et réélu en 1982. Réélu en 1984. Réélu en 1986. Réélu en 1988. Retrait pour se présenter comme Gouverneur de Floride. |
| Jim Bacchus (en)                  | Démocrate   | 3 janvier 1991 - 3 janvier 1993 | 102e        | Élu en 1990. Redécoupage vers le 15e district. |
| Sam Gibbons (en)                  | Démocrate   | 3 janvier 1993 - 3 janvier 1997 | 103e , 104e | Redécoupage depuis le 7e district et réélu en 1992. Réélu en 1994. Retrait.                                                                             |
| Jim Davis (en)                    | Démocrate   | 3 janvier 1997 - 3 janvier 2007 | 105e - 109e | Élu en 1996. Réélu en 1998. Réélu en 2000. Réélu en 2002. Réélu en 2004. Retrait pour se présenter comme Gouverneur de Floride.                         |
| Kathy Castor                      | Démocrate   | 3 janvier 2007 - 3 janvier 2013 | 110e - 112e | Élue en 2006. Réélue en 2008. Réélue en 2010. Redécoupage vers le 14e district.                                                                         |
| Rich Nugent                       | Républicain | 3 janvier 2013 - 3 janvier 2017 | 113e , 114e | Redécoupage depuis le 5e district et réélu en 2012. Réélu en 2014. Retrait.                                                                             |
| Daniel Webster                    | Républicain | 3 janvier 2017 - Présent        | 115e - 118e | Redécoupage depuis le 10e district et réélu en 2016. Réélu en 2018. Réélu en 2020. Réélu en 2022.                                                       |

## Résultats des récentes élections
Voici les résultats des dix précédents cycles électoraux dans le district.

### 2004
| Élection de 2004 du 11e district congressionnel de Floride | Élection de 2004 du 11e district congressionnel de Floride | Élection de 2004 du 11e district congressionnel de Floride | Élection de 2004 du 11e district congressionnel de Floride | Élection de 2004 du 11e district congressionnel de Floride |
| ---------------------------------------------------------- | ---------------------------------------------------------- | ---------------------------------------------------------- | ---------------------------------------------------------- | ---------------------------------------------------------- |
| Parti                                                      | Parti                                                      | Candidat                                                   | Votes                                                      | %                                                          |
|                                                            | Démocrate                                                  | Jim Davis (en) (sortant)                                   | 191 780                                                    | 85,82                                                      |
|                                                            | Libertarien                                                | Robert Edward Johnson                                      | 31 579                                                     | 14,13                                                      |
|                                                            | Travailleurs socialistes                                   | Karl M. Butts                                              | 122                                                        | 0,06                                                       |
| Total des votes                                            | Total des votes                                            | Total des votes                                            | 223 481                                                    | 100 %                                                      |
|                                                            | Les Démocrates conservent                                  |                                                            |                                                            |                                                            |

### 2006
| Élection de 2006 du 11e district congressionnel de Floride | Élection de 2006 du 11e district congressionnel de Floride | Élection de 2006 du 11e district congressionnel de Floride | Élection de 2006 du 11e district congressionnel de Floride | Élection de 2006 du 11e district congressionnel de Floride |
| ---------------------------------------------------------- | ---------------------------------------------------------- | ---------------------------------------------------------- | ---------------------------------------------------------- | ---------------------------------------------------------- |
| Parti                                                      | Parti                                                      | Candidat                                                   | Votes                                                      | %                                                          |
|                                                            | Démocrate                                                  | Kathy Castor                                               | 97 470                                                     | 69,65                                                      |
|                                                            | Républicain                                                | Eddie Adams, Jr.                                           | 42 454                                                     | 30,34                                                      |
|                                                            | No Party                                                   | Autres                                                     | 18                                                         | 0,01                                                       |
| Total des votes                                            | Total des votes                                            | Total des votes                                            | 139 942                                                    | 100 %                                                      |
|                                                            | Les Démocrates conservent                                  |                                                            |                                                            |                                                            |

### 2008
| Élection de 2008 du 11e district congressionnel de Floride | Élection de 2008 du 11e district congressionnel de Floride | Élection de 2008 du 11e district congressionnel de Floride | Élection de 2008 du 11e district congressionnel de Floride | Élection de 2008 du 11e district congressionnel de Floride |
| ---------------------------------------------------------- | ---------------------------------------------------------- | ---------------------------------------------------------- | ---------------------------------------------------------- | ---------------------------------------------------------- |
| Parti                                                      | Parti                                                      | Candidat                                                   | Votes                                                      | %                                                          |
|                                                            | Démocrate                                                  | Kathy Castor (sortante)                                    | 184 106                                                    | 71,66                                                      |
|                                                            | Républicain                                                | Eddie Adams, Jr.                                           | 72 825                                                     | 28,34                                                      |
| Total des votes                                            | Total des votes                                            | Total des votes                                            | 256 931                                                    | 100 %                                                      |
|                                                            | Les Démocrates conservent                                  |                                                            |                                                            |                                                            |

### 2010
| Élection de 2010 du 11e district congressionnel de Floride | Élection de 2010 du 11e district congressionnel de Floride | Élection de 2010 du 11e district congressionnel de Floride | Élection de 2010 du 11e district congressionnel de Floride | Élection de 2010 du 11e district congressionnel de Floride |
| ---------------------------------------------------------- | ---------------------------------------------------------- | ---------------------------------------------------------- | ---------------------------------------------------------- | ---------------------------------------------------------- |
| Parti                                                      | Parti                                                      | Candidat                                                   | Votes                                                      | %                                                          |
|                                                            | Démocrate                                                  | Kathy Castor (sortante)                                    | 91 328                                                     | 59,64                                                      |
|                                                            | Républicain                                                | Mike Pendergast                                            | 61 817                                                     | 40,36                                                      |
| Total des votes                                            | Total des votes                                            | Total des votes                                            | 153 145                                                    | 100 %                                                      |
|                                                            | Les Démocrates conservent                                  |                                                            |                                                            |                                                            |

### 2012
| Élection de 2012 du 11e district congressionnel de Floride | Élection de 2012 du 11e district congressionnel de Floride | Élection de 2012 du 11e district congressionnel de Floride | Élection de 2012 du 11e district congressionnel de Floride | Élection de 2012 du 11e district congressionnel de Floride |
| ---------------------------------------------------------- | ---------------------------------------------------------- | ---------------------------------------------------------- | ---------------------------------------------------------- | ---------------------------------------------------------- |
| Parti                                                      | Parti                                                      | Candidat                                                   | Votes                                                      | %                                                          |
|                                                            | Républicain                                                | Rich Nugent (sortant)                                      | 218 360                                                    | 64,5                                                       |
|                                                            | Démocrate                                                  | David Werder                                               | 120 303                                                    | 35,5                                                       |
| Total des votes                                            | Total des votes                                            | Total des votes                                            | 338 663                                                    | 100 %                                                      |
|                                                            | Les Républicains conservent                                |                                                            |                                                            |                                                            |

### 2014
| Élection de 2014 du 11e district congressionnel de Floride | Élection de 2014 du 11e district congressionnel de Floride | Élection de 2014 du 11e district congressionnel de Floride | Élection de 2014 du 11e district congressionnel de Floride | Élection de 2014 du 11e district congressionnel de Floride |
| ---------------------------------------------------------- | ---------------------------------------------------------- | ---------------------------------------------------------- | ---------------------------------------------------------- | ---------------------------------------------------------- |
| Parti                                                      | Parti                                                      | Candidat                                                   | Votes                                                      | %                                                          |
|                                                            | Républicain                                                | Rich Nugent (sortant)                                      | 181 508                                                    | 66,7                                                       |
|                                                            | Démocrate                                                  | David Koller                                               | 90 786                                                     | 33,3                                                       |
| Total des votes                                            | Total des votes                                            | Total des votes                                            | 272 294                                                    | 100 %                                                      |
|                                                            | Les Républicains conservent                                |                                                            |                                                            |                                                            |

### 2016
| Élection de 2016 du 11e district congressionnel de Floride | Élection de 2016 du 11e district congressionnel de Floride | Élection de 2016 du 11e district congressionnel de Floride | Élection de 2016 du 11e district congressionnel de Floride | Élection de 2016 du 11e district congressionnel de Floride |
| ---------------------------------------------------------- | ---------------------------------------------------------- | ---------------------------------------------------------- | ---------------------------------------------------------- | ---------------------------------------------------------- |
| Parti                                                      | Parti                                                      | Candidat                                                   | Votes                                                      | %                                                          |
|                                                            | Républicain                                                | Daniel Webster                                             | 258 016                                                    | 65,4                                                       |
|                                                            | Démocrate                                                  | Dave Koller                                                | 124 713                                                    | 31,6                                                       |
|                                                            | Indépendant                                                | Bruce Ray Riggs                                            | 11 990                                                     | 3,0                                                        |
| Total des votes                                            | Total des votes                                            | Total des votes                                            | 394 719                                                    | 100 %                                                      |
|                                                            | Les Républicains conservent                                |                                                            |                                                            |                                                            |

### 2018
| Élection de 2018 du 11e district congressionnel de Floride | Élection de 2018 du 11e district congressionnel de Floride | Élection de 2018 du 11e district congressionnel de Floride | Élection de 2018 du 11e district congressionnel de Floride | Élection de 2018 du 11e district congressionnel de Floride |
| ---------------------------------------------------------- | ---------------------------------------------------------- | ---------------------------------------------------------- | ---------------------------------------------------------- | ---------------------------------------------------------- |
| Parti                                                      | Parti                                                      | Candidat                                                   | Votes                                                      | %                                                          |
|                                                            | Républicain                                                | Daniel Webster (sortant)                                   | 239 395                                                    | 65,2                                                       |
|                                                            | Démocrate                                                  | Dana Cottrell                                              | 128 053                                                    | 34,8                                                       |
|                                                            | Indépendant                                                | Luis Saldana (write-in)                                    | 58                                                         | 0,0                                                        |
| Total des votes                                            | Total des votes                                            | Total des votes                                            | 367 506                                                    | 100 %                                                      |
|                                                            | Les Républicains conservent                                |                                                            |                                                            |                                                            |

### 2020
| Élection de 2020 du 11e district congressionnel de Floride | Élection de 2020 du 11e district congressionnel de Floride | Élection de 2020 du 11e district congressionnel de Floride | Élection de 2020 du 11e district congressionnel de Floride | Élection de 2020 du 11e district congressionnel de Floride |
| ---------------------------------------------------------- | ---------------------------------------------------------- | ---------------------------------------------------------- | ---------------------------------------------------------- | ---------------------------------------------------------- |
| Parti                                                      | Parti                                                      | Candidat                                                   | Votes                                                      | %                                                          |
|                                                            | Républicain                                                | Daniel Webster (sortant)                                   | 316 979                                                    | 66,72                                                      |
|                                                            | Démocrate                                                  | Dana Cottrell                                              | 158 094                                                    | 33,27                                                      |
| Total des votes                                            | Total des votes                                            | Total des votes                                            | 475 073                                                    | 100 %                                                      |
|                                                            | Les Républicains conservent                                |                                                            |                                                            |                                                            |

### 2022
La primaire démocrate a été annulée. Shante Munns avance vers l'élection générale.
| Primaire républicaine de 2022 du 11e district congressionnel de Floride | Primaire républicaine de 2022 du 11e district congressionnel de Floride | Primaire républicaine de 2022 du 11e district congressionnel de Floride | Primaire républicaine de 2022 du 11e district congressionnel de Floride | Primaire républicaine de 2022 du 11e district congressionnel de Floride |
| ----------------------------------------------------------------------- | ----------------------------------------------------------------------- | ----------------------------------------------------------------------- | ----------------------------------------------------------------------- | ----------------------------------------------------------------------- |
| Parti                                                                   | Parti                                                                   | Candidat                                                                | Votes                                                                   | %                                                                       |
|                                                                         | Républicain                                                             | Daniel Webster (sortant)                                                | 43 469                                                                  | 51,0                                                                    |
|                                                                         | Républicain                                                             | Laura Loomer                                                            | 37 647                                                                  | 44,2                                                                    |
|                                                                         | Républicain                                                             | Gavriel E. Soriano                                                      | 4 072                                                                   | 4,8                                                                     |

| Élection de 2022 du 11e district congressionnel de Floride | Élection de 2022 du 11e district congressionnel de Floride | Élection de 2022 du 11e district congressionnel de Floride | Élection de 2022 du 11e district congressionnel de Floride | Élection de 2022 du 11e district congressionnel de Floride |
| ---------------------------------------------------------- | ---------------------------------------------------------- | ---------------------------------------------------------- | ---------------------------------------------------------- | ---------------------------------------------------------- |
| Parti                                                      | Parti                                                      | Candidat                                                   | Votes                                                      | %                                                          |
|                                                            | Républicain                                                | Daniel Webster (sortant)                                   | 205 995                                                    | 63,1                                                       |
|                                                            | Démocrate                                                  | Shante Munns                                               | 115 647                                                    | 35,41                                                      |
|                                                            | Indépendant                                                | Kevin Porter                                               | 4 967                                                      | 1,5                                                        |
| Total des votes                                            | Total des votes                                            | Total des votes                                            | 326 609                                                    | 100 %                                                      |
|                                                            | Les Républicains conservent                                |                                                            |                                                            |                                                            |

### 2024
La primaire démocrate a été annulée. Barbie Harden Hall avance vers l'élection générale.
| Primaire républicaine de 2024 du 11e district congressionnel de Floride | Primaire républicaine de 2024 du 11e district congressionnel de Floride | Primaire républicaine de 2024 du 11e district congressionnel de Floride | Primaire républicaine de 2024 du 11e district congressionnel de Floride | Primaire républicaine de 2024 du 11e district congressionnel de Floride |
| ----------------------------------------------------------------------- | ----------------------------------------------------------------------- | ----------------------------------------------------------------------- | ----------------------------------------------------------------------- | ----------------------------------------------------------------------- |
| Parti                                                                   | Parti                                                                   | Candidat                                                                | Votes                                                                   | %                                                                       |
|                                                                         | Républicain                                                             | Daniel Webster (sortant)                                                | 55 443                                                                  | 77,0                                                                    |
|                                                                         | Républicain                                                             | John McCloy                                                             | 16 567                                                                  | 23,0                                                                    |

| Élection de 2024 du 11e district congressionnel de Floride | Élection de 2024 du 11e district congressionnel de Floride | Élection de 2024 du 11e district congressionnel de Floride | Élection de 2024 du 11e district congressionnel de Floride | Élection de 2024 du 11e district congressionnel de Floride |
| ---------------------------------------------------------- | ---------------------------------------------------------- | ---------------------------------------------------------- | ---------------------------------------------------------- | ---------------------------------------------------------- |
| Parti                                                      | Parti                                                      | Candidat                                                   | Votes                                                      | %                                                          |
|                                                            | Républicain                                                | Daniel Webster (sortant)                                   | 269 277                                                    | 60,4                                                       |
|                                                            | Démocrate                                                  | Barbie Harden Hall                                         | 176 726                                                    | 39,6                                                       |
| Total des votes                                            | Total des votes                                            | Total des votes                                            | 446 003                                                    | 100 %                                                      |
|                                                            | Les Républicains conservent                                |                                                            |                                                            |                                                            |

## Frontières historiques du district

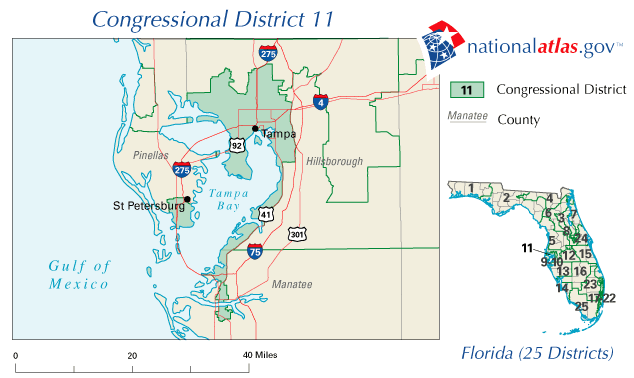
2003 - 2013

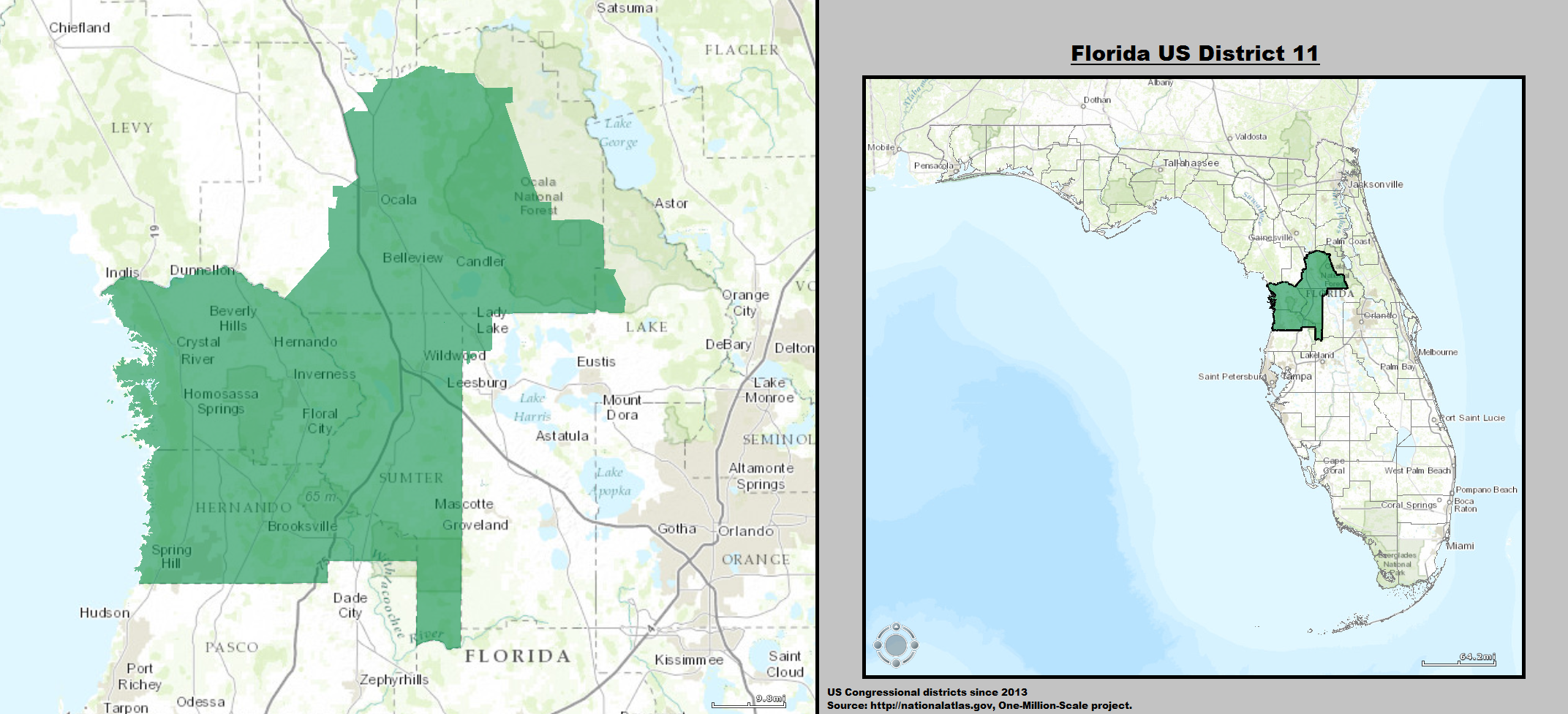
2013 - 2017

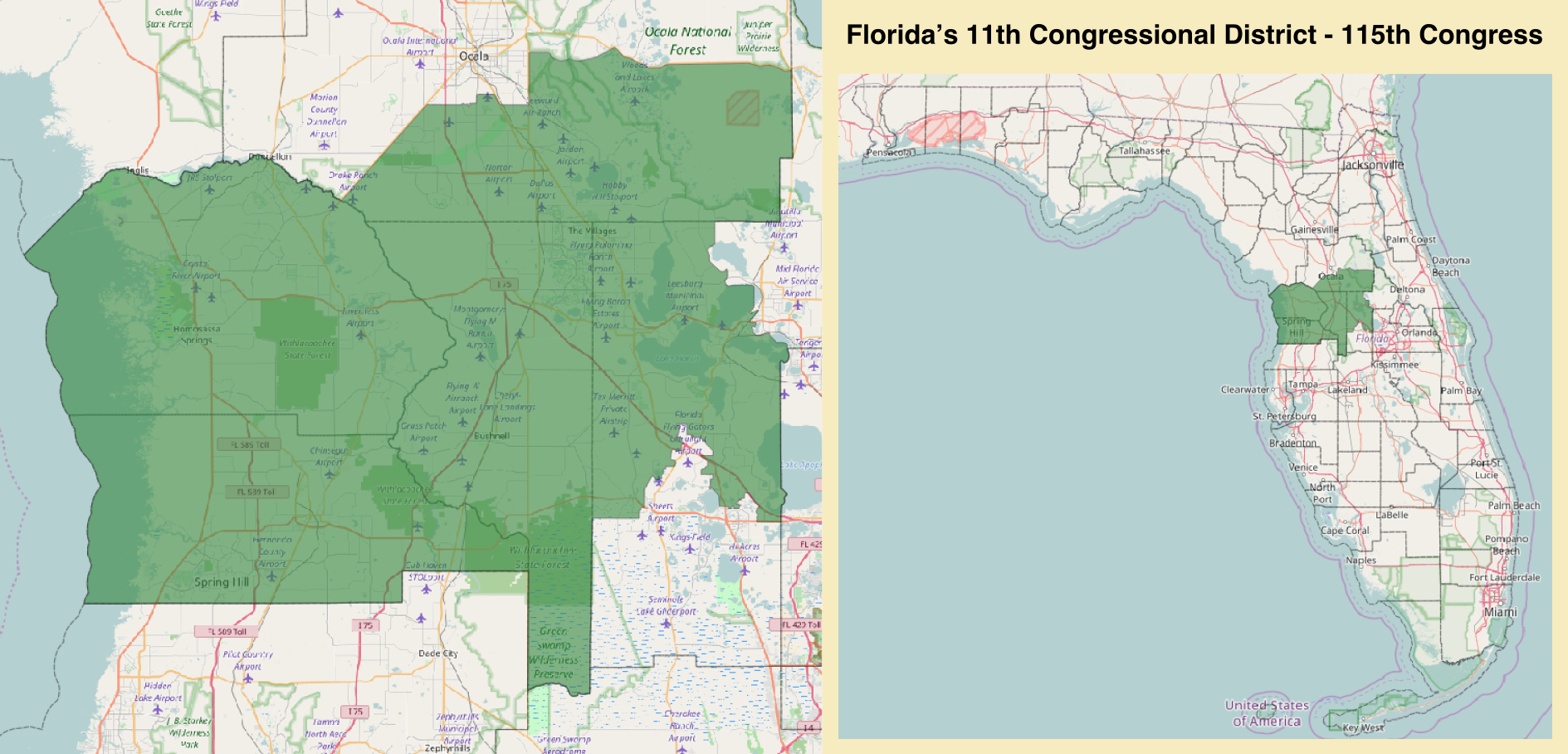
2017 - 2023

depuis 2023

Plus de trois décennies plus tôt, de 1983 à 1993, le district était basé dans le comté de Brevard, y compris le Kennedy Space Center. En 1986, quelques semaines avant la catastrophe de Challenger, Bill Nelson, alors membre du Congrès du district (qui a ensuite été sénateur américain de Floride de 2001 à 2019 et administrateur de la NASA depuis 2021) a volé à bord de la navette spatiale Columbia dans le cadre de missions STS-61-C.
De 1993 à 2013, le district était basé à Tampa plus le rivage de Tampa Bay ; le membre du Congrès de longue date de la ville, Sam Gibbons, a pris sa retraite en 1997 après près de 35 ans à la Chambre.